# Roman Ingarden
Roman Witold Ingarden (Cracovia, 5 febbraio 1893 – Cracovia, 14 giugno 1970) è stato un filosofo polacco, attivo nel campo della fenomenologia, ontologia ed estetica.

## Biografia
Inizialmente studiò matematica e filosofia con Kazimierz Twardowski a Leopoli, e nel 1912 si trasferì a Gottinga per studiare filosofia con Edmund Husserl. Husserl considerò Ingarden come uno dei suoi migliori allievi e Ingarden lo seguì a Friburgo dove presentò la sua tesi di dottorato nel 1918 con Husserl come relatore. Rimasero in stretto contatto fino alla morte di Husserl nel 1938.
Dopo aver conseguito il dottorato, Ingarden tornò in Polonia per la maggior parte della sua carriera accademica. Inizialmente insegnò matematica, psicologia e filosofia nell'istruzione superiore, mentre lavorava sulla sua Habilitationschrift, intitolata Essentiale Frage. Ottenne una posizione all'università Jan Kazimierz a Leopoli e nel 1933 divenne professore ordinario. Durante questo periodo scrisse la sua opera più conosciuta, L'opera d'arte letteraria.
La carriera di Ingarden fu interrotta dalla seconda guerra mondiale (1941 - 1944), durante la quale l'università di Leopoli fu chiusa. In questo periodo insegnò matematica e filosofia in segreto ai bambini in età scolastica ad un orfanotrofio. Allo stesso tempo, e nonostante la sua casa fosse stata bombardata, continuò a lavorare alla sua opera La controversia sull'esistenza del mondo.
Alla fine della guerra, nel 1945 Ingarden si trasferì all'Università Jagellonica a Cracovia, dove gli era stata offerta una cattedra. Nel 1949, però, gli fu proibito d'insegnare a causa di ciò che venne visto come il suo "idealismo" (ironicamente, una posizione contro cui Ingarden aveva argomentato per tutta la vita) e per essere un "nemico del materialismo". Il bando finì nel 1957 e Ingarden fu riammesso all'Università Jagellonica.
Nel 1968 vinse il Premio Herder.
Tra i suoi studenti più conosciuti si annovera il filosofo di Solidarność Józef Tischner.
Roman Ingarden morì improvvisamente per un'emorragia cerebrale il 14 giugno 1970.

## Opere
Ingarden fu un fenomenologo realista e non accettò l'idealismo trascendentale di Edmund Husserl. Nonostante fosse un fenomenologo, i suoi interessi principali si concentravano sull'ontologia.

### Opere principali in tedesco
- Intuition und Intellekt bei Henri Bergson, Halle: Max Niemeyer, 1921
- Essentiale Fragen. Ein Beitrag zum Problem des Wesens, Halle: Max Niemeyer, 1925
- Das literarische Kunstwerk. Eine Untersuchung aus dem Grenzgebiet der Ontologie, Logik und Literaturwissenschaft, Halle: Max Niemeyer, 1931
- Untersuchungen zur Ontologie der Kunst: Musikwerk. Bild. Architektur. Film, Tübingen: Max Niemeyer, 1962
- Der Streit um die Existenz der Welt, Bd. I, II/I, II/2. Tübingen: Max Niemeyer, 1964
- Vom Erkennen des literarischen Kunstwerks, Tübingen: Max Niemeyer, 1968
- Erlebnis, Kunstwerk und Wert. Vorträge zur Ästhetik 1937-1967, Tübingen: Max Niemeyer, 1969
- Über die Verantwortung. Ihre ontischen Fundamente, Stuttgart: Reclam, 1970
- Über die kausale Struktur der realen Welt. Der Streit um die Existenz der Welt, Band III, Tübingen: Max Niemeyer, 1974

### Opere principali in polacco
- O poznawaniu dzieła literackiego (The Cognition of the Literary Work of Art), Ossolineum, Leopoli: 1937
- O budowie obrazu. Szkic z teorii sztuki (On the Structure of Paintings: A Sketch of the Theory of Art), Rozprawy Wydziału Filozoficznego PAU Vol. LXVII, No.2, Kraków, 1946
- O dziele architektury (On Architectural Works), Nauka i Sztuka, Vol. II, 1946, No. 1, pp. 3-26 and No. 2, pp. 26-51
- Spór o istnienie Świata (Controversy over the Existence of the World), PAU, Vol. I, Kraków: 1947, Vol. II, Kraków, 1948
- Szkice z filozofii literatury (Sketches on the Philosophy of Literature), Vol. 1, Spółdzielnia wydawnicza “Polonista,” Łódz, 1947
- Elementy dzieła muzycznego (The Elements of Musical Works), Sprawozdania Towarzystwa Naukowego w Toruniu, Vol. IX, 1955, Nos. 1-4, pp. 82-84
- Studia z estetyki (Studies in Aesthetics), PWN, Vol. I Warszawa, 1957, Vol. II, Warszawa, 1958
- O dziele literackim (On Literary Works). PWN, Warszawa, 1960
- Przeżycie - dzieło - wartość (Experience - Work of Art - Value). WL, Kraków, 1966
- Studia z estetyki Tom III (Studies in Aesthetics, Vol. III), PWN, Warszawa, 1970
- U podstaw teorii poznania (At the Foundations of the Theory of Knowledge), PWN, Warszawa, 1971
- Ksiażeczka o człowieku (Little Book About Man), Wydawnictwo Literackie, Kraków, 1972.

### Traduzioni italiane
- La 'vita' dell'opera letteraria, Il Verri 23: 3-28 (1967).
- I compiti attuali della fenomenologia, Archivio di Filosofia 1-2: 169-170 (1957).
- Osservazioni sul problema del giudizio di valore estetico, in: Il giudizio estetico. Atti del Simposio di Estetica. Venezia 1958. Padova: Edizioni della Rivista di Estetica 1958. pp. 41-50
- La pittura astratta, Rivista di Estetica 6: 165-190 (1961).
- Fenomenologia dell'opera d'arte letteraria, Milano: Silva 1968. (Traduzione parziale di Das Literarische Kunstwerk)
- L'opera d'arte letteraria, Verona: Edizioni Fondazione Centro Studi Campostrini, 2011. (Traduzione completa di Das Literarische Kunstwerk)
- Sulla responsabilità, Bologna: CSEO Biblioteca 1982.
- L'opera musicale e il problema della sua identità, Palermo: Flaccovio 1989.
- Quello che non sappiamo sui valori, Archivio di Storia della Cultura, anno XXVII (2014), pp. 557–600.